# Lanslevillard
Lanslevillard és un municipi delegat francès, situat al departament de la Savoia i a la regió d'Alvèrnia-Roine-Alps. L'any 2007 tenia 450 habitants.
L'1 de gener de 2017, Lanslevillard es va fusionar amb Bramans, Lanslebourg-Mont-Cenis, Sollières-Sardières i Termignon i formar el municipi nou de Val-Cenis.

## Demografia

### Població
El 2007 la població de fet de Lanslevillard era de 450 persones. Hi havia 196 famílies de les quals 60 eren unipersonals (32 homes vivint sols i 28 dones vivint soles), 68 parelles sense fills, 52 parelles amb fills i 16 famílies monoparentals amb fills.
La població ha evolucionat segons el següent gràfic:
Habitants censats

### Habitatges
El 2007 hi havia 1.684 habitatges, 200 eren l'habitatge principal de la família, 1.466 eren segones residències i 18 estaven desocupats. 170 eren cases i 1.513 eren apartaments. Dels 200 habitatges principals, 136 estaven ocupats pels seus propietaris, 43 estaven llogats i ocupats pels llogaters i 21 estaven cedits a títol gratuït; 7 tenien una cambra, 30 en tenien dues, 37 en tenien tres, 53 en tenien quatre i 74 en tenien cinc o més. 149 habitatges disposaven pel capbaix d'una plaça de pàrquing. A 95 habitatges hi havia un automòbil i a 85 n'hi havia dos o més.

### Piràmide de població
La piràmide de població per edats i sexe el 2009 era:
| Homes | Edats   | Dones |
| ----- | ------- | ----- |
| 0     | 95 o +  | 0     |
| 0     | 90 a 94 | 0     |
| 0     | 85 a 89 | 4     |
| 0     | 80 a 84 | 8     |
| 8     | 75 a 79 | 0     |
| 0     | 70 a 74 | 0     |
| 4     | 65 a 69 | 8     |
| 8     | 60 a 64 | 4     |
| 12    | 55 a 59 | 20    |
| 8     | 50 a 54 | 4     |
| 20    | 45 a 49 | 8     |
| 12    | 40 a 44 | 28    |
| 40    | 35 a 39 | 32    |
| 28    | 30 a 34 | 24    |
| 12    | 25 a 29 | 16    |
| 16    | 20 a 24 | 8     |
| 4     | 15 a 19 | 8     |
| 16    | 10 a 14 | 12    |
| 24    | 5 a 9   | 28    |
| 4     | 0 a 4   | 12    |

## Economia
El 2007 la població en edat de treballar era de 321 persones, 260 eren actives i 61 eren inactives. De les 260 persones actives 257 estaven ocupades (140 homes i 117 dones) i 3 estaven aturades (2 homes i 1 dona). De les 61 persones inactives 25 estaven jubilades, 18 estaven estudiant i 18 estaven classificades com a «altres inactius».

### Ingressos
El 2009 a Lanslevillard hi havia 195 unitats fiscals que integraven 433 persones, la mediana anual d'ingressos fiscals per persona era de 19.917 €.

### Activitats econòmiques
Dels 166 establiments que hi havia el 2007, 3 eren d'empreses alimentàries, 1 d'una empresa de fabricació de material elèctric, 1 d'una empresa de fabricació d'altres productes industrials, 9 d'empreses de construcció, 22 d'empreses de comerç i reparació d'automòbils, 1 d'una empresa de transport, 29 d'empreses d'hostatgeria i restauració, 1 d'una empresa financera, 12 d'empreses immobiliàries, 5 d'empreses de serveis, 76 d'entitats de l'administració pública i 6 d'empreses classificades com a «altres activitats de serveis».
Dels 25 establiments de servei als particulars que hi havia el 2009, 1 era una oficina bancària, 2 fusteries, 2 lampisteries, 3 electricistes, 2 perruqueries, 14 restaurants i 1 tintoreria.
Dels 17 establiments comercials que hi havia el 2009, 1 era una botiga de més de 120 m², 3 botiges de menys de 120 m², 2 fleques, 1 una carnisseria, 1 una llibreria, 2 botigues de roba, 1 una botiga d'equipament de la llar, 5 botigues de material esportiu i 1 una floristeria.
L'any 2000 a Lanslevillard hi havia 9 explotacions agrícoles que ocupaven un total de 325 hectàrees.

## Equipaments sanitaris i escolars
El 2009 hi havia una escola elemental integrada dins d'un grup escolar amb les comunes properes formant una escola dispersa.

## Poblacions més properes
El següent diagrama mostra les poblacions més properes.